# Vakuemlékezet

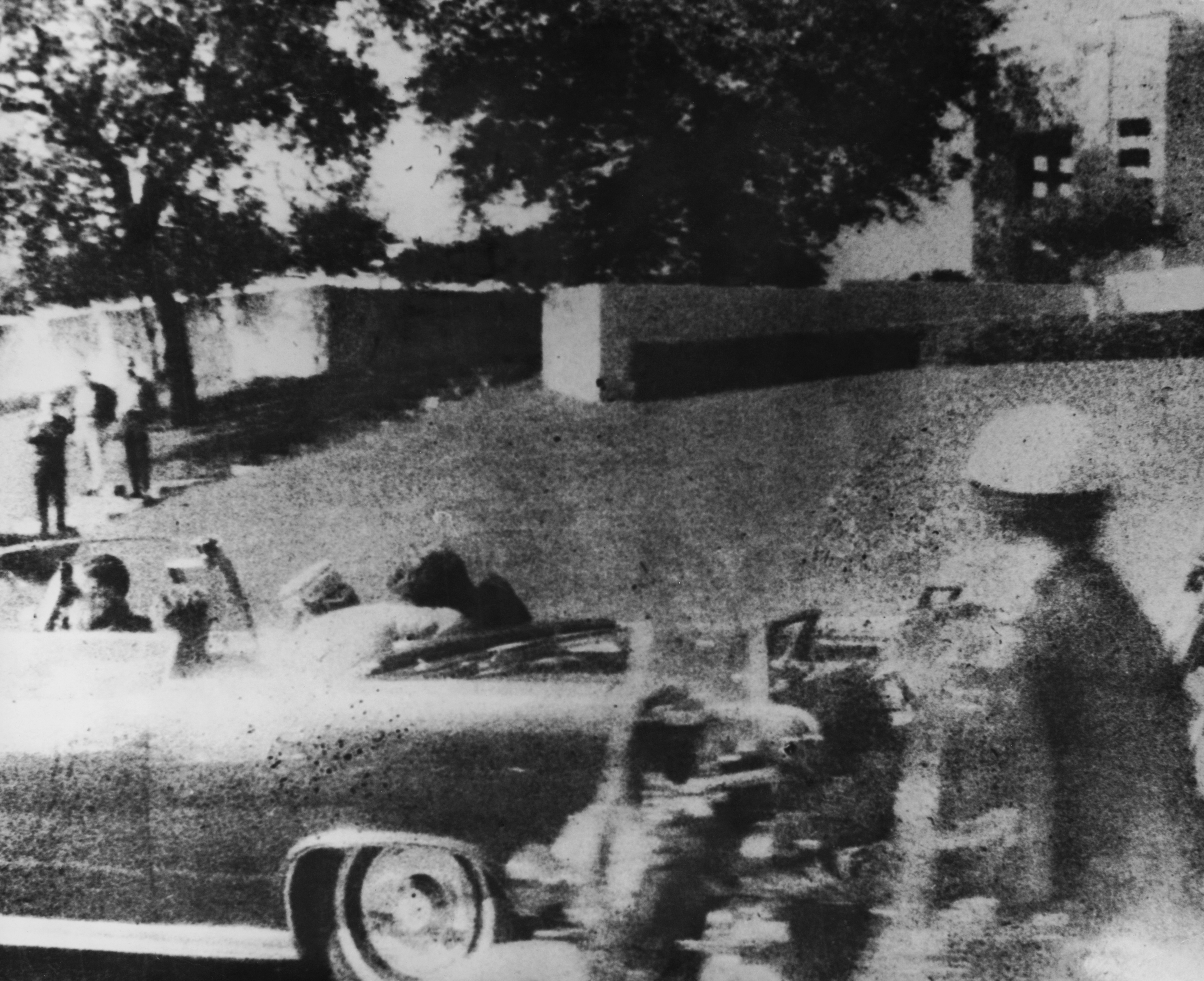
Kennedy elnök meggyilkolása

A vakuemlékezet (villanófény-emlékezet) fogalma Roger Brown és James Kulik szerint „olyan körülményekre vonatkozó emlékezet, amelyben rögzítjük a nagyon meglepő, fontos vagy érzelmileg megrázó eseményeket”. Kutatásaik alapján (Kennedy-gyilkosság, Reagan elleni merénylet, Challenger-katasztrófa, Antall József halála, 9/11) arra a következtetésre jutottak, hogy a vakuemlékek kapcsán „nem is a kiváltó hír részleteit őrizzük meg fotografikus hűséggel, hanem olyan személyes részleteket, mint hogy hol voltunk, mit csináltunk stb., amikor meghallottuk a hírt.”
Hipotézisük sok későbbi kutatást indukált, ami a villanófény-emlékek pontosságát, hitelességét és hosszú élettartamát vizsgálta. Neisser szerint ezek az emlékképek sem állnak ellen azoknak az emlékezeti torzításoknak, amelyek minden más jellegű emléket módosítanak. 
A vakuszerű élénk emlék, legyen akár személyes, akár publikus, nem jól kidolgozott esemény, hanem valamiféle „önkéntelen emlékezeti momentum”, ami beindítja az érzelmi és hangulati elemekkel átszőtt, történetté formált (narratív) szándékos visszaemlékezést.

## A jelenség születése
Az élénk emlékek sajátosságainak feltárása a publikus emlékekkel kezdődött el; pontosabban a publikus események hírbefogadásának emlékeivel. A jelenség névadói, Brown és Kulik 1977-ben írt tanulmányukban provokatív módon azt állították, hogy „az erős, meglepődést okozó és következménnyel járó publikus eseményekből lenyomatszerű emlékek maradnak vissza.” A szerzők az állítást arra a vizsgálati eredményükre alapozták, hogy az amerikai emberek évek múltán is pontosan emlékeztek a helyzetre, amiből John F. Kennedy merényletéről értesültek. A Brown–Kulik-vizsgálat nagy port felvert eredménye nem önmagában a hírre való emlékezés volt, hanem az, hogy „az emberek a tény mellett a hétköznapi személyes történésekre is igen jól emlékeznek” – azokra a körülményekre, amelyek között a hírt hallották. A kiemelkedő esemény nélkül a mindennapi életnek ezek a finoman kidolgozott részletei nyilvánvalóan feledésbe merültek volna. 
„A jelenségnek a tanulmány nyomán elterjedt analógiás neve (a vaku) az élményből visszamaradó fényképszerű lenyomatot sugallja, amelybe minden részlet belesűrűsödik, és amelyből a részleteket a felidézés során előhívjuk.”

## Magyarázatok a jelenségre
A vakuvizsgálat a kor laboratóriumi eljárásait feledve a személyes emlékre irányult, olyan múltbeli helyzetre, amelyben a mindennapi tevékenységet félbeszakítja az érzelmet kiváltó hír, és ennek hatására kiemelkedően eleven emlék képződik. Az érzelmi vakuemlék magyarázatára törekedtek az általánosabb elméletek. A jelenség feldolgozásbeli magyarázatot kapott: e szerint a hír figyelemkeltő és személyes érzelmeket kiváltó ereje beszűkíti a figyelmet – a figyelem fókuszpontjába eső dolgokat pedig mélyebben feldolgozzuk, s ennek következményeként jegyezzük meg hosszú távon az eseményt. A másik általános tétel, amely a laboratóriumi elméletek felől alkalmazható volt, a kontextuális keresés magyarázata: e szerint az élményteli eseményben a perceptuális eredetű tartalmak mellett a mentális eredetű gondolat és hangulat is benne foglaltak. Az emlékezet így definiált epizodikus egysége nem több, mint a pszichológiai pillanat – a tudat közvetlen élménytartalma, amely az emlékben hajlik újra összeállni. Mindezt a vakura vetítve: gazdagon kidolgozott epizód áll előttünk, amelynek elemei az esemény felidézésének, újraélésének hatékony támpontjai. A feldolgozási és a kontextusmagyarázat is megfelelőnek látszik, de hiányzik mellőlük az érzelemnek az élmény, majd az emlék formálódását magyarázó ereje. A figyelmi fókusz vagy akár az emlék hangulati tartalma nem ad elég specifikus magyarázatot az élénk emlék formálódását tekintve.
A komputációról a neuropszichológiára tevődött át a hangsúly, és a váltás eredményeként olyan sokszoros emlékezeti kép rajzolódott ki, amely emlékezeti rendszerekből áll, és amelyben az érzelmi emlék a rendszer egyik, emocionális tapasztalatot őrző formája. Legvilágosabb a tapasztalati helyzethez kötni a sokszoros emlékezeti szemléletet; ha így tekintjük, joggal indulunk ki abból, hogy az érzelmi emlék olyan biológiai emlék, amely a váratlan, céljainkat és terveinket felborító helyzetekből képződik. A vakuszerű élénk emlék tekintetében a fentiek azt jelentik, hogy formálódását meghatározott érzelmekhez köthetjük. A publikus vakuemléket kísérő érzelmi szótár olyasmi, mint például megrendültség, elérzékenyülés, meglepődés, megdöbbenés, csodálkozás, bizonytalanság, aggodalom; ahol ilyesmi nem fejeződik ki, ott az emlék sem őrzi élő minőségét. A kevésbé élénk emlékek esetén a rekonstrukció általános magyarázat, ám az, hogy a perceptuális részleteiben eleven emlék valódi-e, ugyanolyan provokatívan hat, mint legelső gyermekkori emlékeink valódisága. A vaku által feltett kérdés: Van-e valamely sajátos emlékezeti forma, amely ezt a valódinak (sőt hitelesnek) tetsző emléket magyarázza?

## Pillanatfelvétel vagy rekonstrukció: az emlékezés pontosságának, hitelességének kérdése a vaku kapcsán
Neisser kísérletei azt mutatják, hogy az emlék bár részletező, ám mindemellett a személyes emlékek tekintetében hamis. Ezekben az esetekben valamely ellentmondás hívta fel a figyelmet az emlék megkonstruált természetére. Olyankor, mikor az élénk pillanatot fenntartó környezet helyett újat találunk, a felidézésben nehéz elkülöníteni azt, ami valóban megtörtént a képzelt szcenáriótól, és valamilyen lebuktató részletre van szükség ahhoz, hogy a történetet elvessük, és annak felépítését újrakezdjük. Az ismételt felidézésben gyakran módosul az események sorrendje, és gyakori, hogy a hír fogadásának pillanata más időpontba kerül. Olyankor, ha jobb, képileg élénkebb forgatókönyv adódik (hírek esetén leggyakrabban ez a tévézés vagy a megszokott társasági élet), a hír kicseréli eredeti, váratlan, forgatókönyvbe kevésbé illeszthető kontextusát. Ezt a konstrukciós hibát a kontextusnak a céleseményről való leválásával értelmezhetjük, saját nevén forrásamnéziaként. 
A vakuemlék kanonikusnak feltételezett perceptuális kategóriái: a hely (ahol az eseménynek részei voltunk), a forrás (például az informáló személy), a folyamatban lévő cselekvés (amit az esemény félbeszakított), az affektus (saját magunkra és a környezetünkben lévő személyekre gyakorolt hatás), valamint a közvetlen következmény mind átfordíthatóak az elbeszélés hagyományos módjába; az esemény pontos időzítésére való törekvés pedig egyértelműen kilóg az észlelés kategóriáiból, hiszen az idői adatokra csak gondolatilag lehet következtetni. A szigetszerűen fennmaradó, élénk, kópiaszerű emlékek a sémaelméletekbe csak kerülőúton – a történetek által – illeszthetőek; avagy oly módon, hogy a sémák megsértéséről, a megfelelő sémák hiányáról beszélünk, melyek az érzelmek fellépését magyarázzák. Más megközelítésbe helyezve, tudatosuló emlékeink a kognitív folyamatok együttes termékei, a fenomenálisan újraélt eseményekre úgy kell tekintenünk, mint amelyek töredékekből szerveződnek egybe. 
Empirikus helyzetekben a mentális képről való introspektív beszámoló az „emlékszem” típusú válaszokat elkíséri, míg a „tudom” típusúakat nem – ami arra mutat, hogy az élmény, és nem pedig a tudás (szemantikus ismeret) áll az élénk emlékezés hátterében. Másként fogalmazva, a személyes színezetű élénk emlékek egyedisége a mentális képek fenomenális minőségéből ered, ami a megélt, majd megidézett élmény természetével egyaránt magyarázható. Az élénk személyes emlékeknek a vaku ebben a szélesebb rálátásban az esete, hisz a gyakran hír formájában érkező esemény befogadásának pillanata személyes történések pillanata is egyben: az élénkséget nem a hír ténye, hanem annak megélése adja.

## Pszichológia
A pszichológia szerint az élénk emlékezés hátterében az élmények állnak, nem a szemantikus ismeret. Nem a hír ténye, hanem egy fényképhez hasonlóan annak a megélése vésődik bele az emlékezetünkbe. Kutatásai során Ulrich Neisser ennek az emléknek a pontosságát és a hitelességét egyaránt megkérdőjelezte. Megfigyelése szerint az eseményekre nem mint epizódra, hanem mint fragmentumokra emlékezünk vissza, melyeknek sokszor módosul a sorrendje. Gyakran más időpontra tevődik át a hír fogadásának a pillanata is. A vakuemlékezet fogalma ezért Neisser óta nem annyira a világos és megbízható, éles kép megőrzésére irányul, hanem inkább egy felvillanó érzelmi behatás által okozott élénk figyelemre.